# امجد بشیر
امجد محمود بشیر (متولد ۱۷ سپتامبر ۱۹۵۲) یک عضو پارلمان اروپا برای حزب محافظه کار است. او در سال ۲۰۱۴ برای حزب استقلال بریتانیا انتخاب شد و در سال ۲۰۱۵ پناهنده حزب محافظه کار شد.

## زندگی شخصی

### کار حرفه‌ای
بشیر قبل از اینکه یک فعال سیاسی بشود دو رستوران میلیاردی در بردفورد و منچستر داشت.
بشیر یکی از اعضای پارلمان اروپا در امور خارجه و اشتغال و صنعت است. او همچنین عضو پارلمانی برای بوسنی و هرزگوین و افغانستان است.